# Interlands Nederlands vrouwenvoetbalelftal 2020-2029
Deze pagina toont een chronologisch en gedetailleerd overzicht van de interlands die het Nederlands vrouwenvoetbalelftal speelt en heeft gespeeld in de periode 2020 – 2029.

## Interlands

### 2020
|                                                                                  |           |       |          |                                                                     |
| 4 maart 19:00 uur (UTC+1) Tournoi de France Vriendschappelijk «onderlinge duels» | Nederland | 0 – 0 | Brazilië | Stade du Hainaut, Valenciennes Scheidsrechter: Victoria Beyer (FRA) |
| 4 maart 19:00 uur (UTC+1) Tournoi de France Vriendschappelijk «onderlinge duels» |           |       |          | Stade du Hainaut, Valenciennes Scheidsrechter: Victoria Beyer (FRA) |

|                                                                                  |        |       |           |                                                                    |
| 7 maart 19:00 uur (UTC+1) Tournoi de France Vriendschappelijk «onderlinge duels» | Canada | 0 – 0 | Nederland | Stade de l'Epopée, Calais Scheidsrechter: Florence Guillemin (FRA) |
| 7 maart 19:00 uur (UTC+1) Tournoi de France Vriendschappelijk «onderlinge duels» |        |       |           | Stade de l'Epopée, Calais Scheidsrechter: Florence Guillemin (FRA) |

|                                                                                   |                                                                          |       |                                                            |                                                                              |
| 10 maart 21:00 uur (UTC+1) Tournoi de France Vriendschappelijk «onderlinge duels» | Frankrijk                                                                | 3 – 3 | Nederland                                                  | Stade du Hainaut, Valenciennes Scheidsrechter: Anastasia Poestovojtova (RUS) |
| 10 maart 21:00 uur (UTC+1) Tournoi de France Vriendschappelijk «onderlinge duels» | Valerie Gauvin 45+1' Griedge Mbock Bathy 59' (pen.) Ouleymata Sarr 90+4' |       | 29' Lynn Wilms 33' (pen.) Sherida Spitse 72' Lieke Martens | Stade du Hainaut, Valenciennes Scheidsrechter: Anastasia Poestovojtova (RUS) |

|                                                                                |         |                |           |                                                                             |
| 18 september 17:00 uur (UTC+3) EK 2022 kwalificatie Groep A «onderlinge duels» | Rusland | 0 – 1          | Nederland | Sapsan Arena, Moskou Toeschouwers: 0 Scheidsrechter: Pernilla Larsson (ZWE) |
| 18 september 17:00 uur (UTC+3) EK 2022 kwalificatie Groep A «onderlinge duels» |         | 15' Jill Roord |           | Sapsan Arena, Moskou Toeschouwers: 0 Scheidsrechter: Pernilla Larsson (ZWE) |

|                                                                              | |       |         |                                                                         |
| 23 oktober 19:30 uur (UTC+2) EK 2022 kwalificatie Groep A «onderlinge duels» | Nederland | 7 – 0 | Estland | Euroborg, Groningen Toeschouwers: 0 Scheidsrechter: Tess Olofsson (ZWE) |
| 23 oktober 19:30 uur (UTC+2) EK 2022 kwalificatie Groep A «onderlinge duels» | Daniëlle van de Donk 7' Daniëlle van de Donk 16' Jackie Groenen 26' Sherida Spitse 38' (pen.) Jackie Groenen 65' Aniek Nouwen 76' Katja Snoeijs 83' |       |         | Euroborg, Groningen Toeschouwers: 0 Scheidsrechter: Tess Olofsson (ZWE) |

|                                                                              |        | |           |                                                                                         |
| 27 oktober 19:00 uur (UTC+1) EK 2022 kwalificatie Groep A «onderlinge duels» | Kosovo | 0 – 6 | Nederland | Fadil Vokrristadion, Pristina Toeschouwers: 50 Scheidsrechter: Sandra Braz Bastos (POR) |
| 27 oktober 19:00 uur (UTC+1) EK 2022 kwalificatie Groep A «onderlinge duels» |        | 11' Daniëlle van de Donk 31' Katja Snoeijs 34' Lieke Martens 44' Katja Snoeijs 90+4' Katja Snoeijs 90+4' Vivianne Miedema |           | Fadil Vokrristadion, Pristina Toeschouwers: 50 Scheidsrechter: Sandra Braz Bastos (POR) |

|                                                                    |           |                                    |                  |                                                                                     |
| 27 november 18:35 uur (UTC+1) Vriendschappelijk «onderlinge duels» | Nederland | 0 – 2                              | Verenigde Staten | Rat Verlegh Stadion, Breda Toeschouwers: 0 Scheidsrechter: Iuliana Demetrescu (ROE) |
| 27 november 18:35 uur (UTC+1) Vriendschappelijk «onderlinge duels» |           | 41' Rose Lavelle 70' Kristen Mewis |                  | Rat Verlegh Stadion, Breda Toeschouwers: 0 Scheidsrechter: Iuliana Demetrescu (ROE) |

|                                                                              | |       |        |                                                                                   |
| 1 december 18:30 uur (UTC+1) EK 2022 kwalificatie Groep A «onderlinge duels» | Nederland                                                                                             | 6 – 0 | Kosovo | Rat Verlegh Stadion, Breda Toeschouwers: 0 Scheidsrechter: Barbara Poxhofer (OOS) |
| 1 december 18:30 uur (UTC+1) EK 2022 kwalificatie Groep A «onderlinge duels» | Katja Snoeijs 49' Jill Roord 51' Katja Snoeijs 75' Jill Roord 83' Katja Snoeijs 84' Lieke Martens 58' |       |        | Rat Verlegh Stadion, Breda Toeschouwers: 0 Scheidsrechter: Barbara Poxhofer (OOS) |

### 2021
|                                                                    |                    |       | |                                                                                        |
| 18 februari 20:00 uur (UTC+1) Vriendschappelijk «onderlinge duels» | België             | 1 – 6 | Nederland | Koning Boudewijnstadion, Brussel Toeschouwers: 0 Scheidsrechter: Karoline Wacker (DUI) |
| 18 februari 20:00 uur (UTC+1) Vriendschappelijk «onderlinge duels» | Marie Minnaert 62' |       | 33' Vivianne Miedema 54' Jill Roord 64' Stefanie van der Gragt 67' Lieke Martens 81' Daniëlle van de Donk 90' Renate Jansen | Koning Boudewijnstadion, Brussel Toeschouwers: 0 Scheidsrechter: Karoline Wacker (DUI) |

|                                                                    |                                             |       |                    |                                                                                        |
| 24 februari 18:30 uur (UTC+1) Vriendschappelijk «onderlinge duels» | Nederland                                   | 2 – 1 | Duitsland          | Covebo Stadion - De Koel -, Venlo Toeschouwers: 0 Scheidsrechter: Viki De Cremer (BEL) |
| 24 februari 18:30 uur (UTC+1) Vriendschappelijk «onderlinge duels» | Jackie Groenen 16' Daniëlle van de Donk 60' |       | 44' Laura Freigang | Covebo Stadion - De Koel -, Venlo Toeschouwers: 0 Scheidsrechter: Viki De Cremer (BEL) |

|                                                                |                    |       |           |                                                                                                   |
| 9 april 19:00 uur (UTC+1) Vriendschappelijk «onderlinge duels» | Spanje             | 1 – 0 | Nederland | Estadio Antonio Lorenzo Cuevas, Marbella Toeschouwers: 0 Scheidsrechter: Sandra Braz Bastos (POR) |
| 9 april 19:00 uur (UTC+1) Vriendschappelijk «onderlinge duels» | Patri Guijarro 31' |       |           | Estadio Antonio Lorenzo Cuevas, Marbella Toeschouwers: 0 Scheidsrechter: Sandra Braz Bastos (POR) |

|                                                                 | |       |           |                                                                               |
| 13 april 18:30 uur (UTC+1) Vriendschappelijk «onderlinge duels» | Nederland                                                                                          | 5 – 0 | Australië | Goffertstadion, Nijmegen Toeschouwers: 0 Scheidsrechter: Esther Staubli (ZWI) |
| 13 april 18:30 uur (UTC+1) Vriendschappelijk «onderlinge duels» | Jill Roord 5' Lieke Martens 20' Jackie Groenen 27' Lineth Beerensteyn 67' Daniëlle van de Donk 70' |       |           | Goffertstadion, Nijmegen Toeschouwers: 0 Scheidsrechter: Esther Staubli (ZWI) |

|                                                                |                              |       |           |                                                                                    |
| 10 juni 17:30 uur (UTC+1) Vriendschappelijk «onderlinge duels» | Italië                       | 1 – 0 | Nederland | Stadio Paolo Mazza, Ferrara Toeschouwers: 0 Scheidsrechter: Monika Mularczyk (POL) |
| 10 juni 17:30 uur (UTC+1) Vriendschappelijk «onderlinge duels» | Cristiana Girelli 14' (pen.) |       |           | Stadio Paolo Mazza, Ferrara Toeschouwers: 0 Scheidsrechter: Monika Mularczyk (POL) |

|                                                                | |       |           |                                                                                     |
| 15 juni 18:00 uur (UTC+1) Vriendschappelijk «onderlinge duels» | Nederland | 7 – 0 | Noorwegen | De Grolsch Veste, Enschede Toeschouwers: 2.700 Scheidsrechter: Ainara Acevedo (SPA) |
| 15 juni 18:00 uur (UTC+1) Vriendschappelijk «onderlinge duels» | Vivianne Miedema 14' Sherida Spitse 34' Jill Roord 51' Ingrid Wold 53' (e.d.) Vivianne Miedema 57' Shanice van de Sanden 73' Daniëlle van de Donk 84' |       |           | De Grolsch Veste, Enschede Toeschouwers: 2.700 Scheidsrechter: Ainara Acevedo (SPA) |

| Olympische Zomerspelen 2020 |
| --------------------------- |

|                                                      |                                                    |        | |                                                                               |
| 21 juli 20:00 uur (UTC+9) Groep F «onderlinge duels» | Zambia                                             | 3 – 10 | Nederland | Miyagistadion, Rifu Toeschouwers: 1.744 Scheidsrechter: Laura Fortunato (ARG) |
| 21 juli 20:00 uur (UTC+9) Groep F «onderlinge duels» | Barbra Banda 19' Barbra Banda 82' Barbra Banda 83' |        | 9' Vivianne Miedema 14' Lieke Martens 15' Vivianne Miedema 29' Vivianne Miedema 38' Lieke Martens 44' Shanice van de Sanden 59' Vivianne Miedema 64' Jill Roord 75' Lineth Beerensteyn 80' Victoria Pelova | Miyagistadion, Rifu Toeschouwers: 1.744 Scheidsrechter: Laura Fortunato (ARG) |

|                                                      |                                                                |       |                                          |                                                                             |
| 24 juli 20:00 uur (UTC+9) Groep F «onderlinge duels» | Nederland                                                      | 3 – 3 | Brazilië                                 | Miyagistadion, Rifu Toeschouwers: 2.621 Scheidsrechter: Kate Jacewicz (AUS) |
| 24 juli 20:00 uur (UTC+9) Groep F «onderlinge duels» | Vivianne Miedema 3' Vivianne Miedema 59' Dominique Janssen 79' |       | 16' Debinha 65' (pen.) Marta 68' Ludmila | Miyagistadion, Rifu Toeschouwers: 2.621 Scheidsrechter: Kate Jacewicz (AUS) |

|                                                      | |       |                                   |                                                                                                  |
| 27 juli 20:30 uur (UTC+9) Groep F «onderlinge duels» | Nederland | 8 – 2 | China                             | International Stadium Yokohama, Yokohama Toeschouwers: 0 Scheidsrechter: Salima Mukansanga (RWA) |
| 27 juli 20:30 uur (UTC+9) Groep F «onderlinge duels» | Shanice van de Sanden 12' Lineth Beerensteyn 37' Lineth Beerensteyn 45+2' Lieke Martens 47' Vivianne Miedema 65' Lieke Martens 70' Vivianne Miedema 76' Victoria Pelova 71' |       | 28' Wang Shanshan 69' Wang Yanwen | International Stadium Yokohama, Yokohama Toeschouwers: 0 Scheidsrechter: Salima Mukansanga (RWA) |

|                                                          |                                                                        |              |                                                       |                                                                                              |
| 30 juli 20:00 uur (UTC+9) Kwartfinale «onderlinge duels» | Nederland                                                              | 2 – 2 (n.v.) | Verenigde Staten                                      | International Stadium Yokohama, Yokohama Toeschouwers: 0 Scheidsrechter: Kate Jacewicz (AUS) |
| 30 juli 20:00 uur (UTC+9) Kwartfinale «onderlinge duels» | Vivianne Miedema 18' Vivianne Miedema 54'                              |              | 28' Sam Mewis 31' Lynn Williams                       | International Stadium Yokohama, Yokohama Toeschouwers: 0 Scheidsrechter: Kate Jacewicz (AUS) |
| 30 juli 20:00 uur (UTC+9) Kwartfinale «onderlinge duels» | Strafschoppen                                                          |              |                                                       | International Stadium Yokohama, Yokohama Toeschouwers: 0 Scheidsrechter: Kate Jacewicz (AUS) |
| 30 juli 20:00 uur (UTC+9) Kwartfinale «onderlinge duels» | Vivianne Miedema Dominique Janssen Stefanie van der Gragt Aniek Nouwen | 2 – 4        | Rose Lavelle Alex Morgan Christen Press Megan Rapinoe | International Stadium Yokohama, Yokohama Toeschouwers: 0 Scheidsrechter: Kate Jacewicz (AUS) |

|  |  |  |  |  |  |  |  |  |

|                                                                                |                      |       |                     |                                                                                |
| 17 september 20:45 uur (UTC+2) WK 2023 kwalificatie Groep C «onderlinge duels» | Nederland            | 1 – 1 | Tsjechië            | Euroborg, Groningen Toeschouwers: 10.600 Scheidsrechter: Ivana Martinčić (KRO) |
| 17 september 20:45 uur (UTC+2) WK 2023 kwalificatie Groep C «onderlinge duels» | Vivianne Miedema 83' |       | 47' Andrea Stašková | Euroborg, Groningen Toeschouwers: 10.600 Scheidsrechter: Ivana Martinčić (KRO) |

|                                                                              |         |                                             |           |                                                                                     |
| 21 september 18:45 uur (UTC) WK 2023 kwalificatie Groep C «onderlinge duels» | IJsland | 0 – 2                                       | Nederland | Laugardalsvöllur, Reykjavik Toeschouwers: 1.737 Scheidsrechter: Rebecca Welch (ENG) |
| 21 september 18:45 uur (UTC) WK 2023 kwalificatie Groep C «onderlinge duels» |         | 23' Daniëlle van de Donk 65' Jackie Groenen |           | Laugardalsvöllur, Reykjavik Toeschouwers: 1.737 Scheidsrechter: Rebecca Welch (ENG) |

|                                                                              |        | |           |                                                                                               |
| 22 oktober 21:45 uur (UTC+3) WK 2023 kwalificatie Groep C «onderlinge duels» | Cyprus | 0 – 8 | Nederland | AEK Arena - Georgios Karapatakis, Larnaca Toeschouwers: 387 Scheidsrechter: Triinu Laos (EST) |
| 22 oktober 21:45 uur (UTC+3) WK 2023 kwalificatie Groep C «onderlinge duels» |        | 3' Vivianne Miedema 11' Daniëlle van de Donk 19' Jill Roord 49' Jill Roord 51' (e.d.) Chara Charalambous 53' Jill Roord 81' Joëlle Smits 87' Merel van Dongen |           | AEK Arena - Georgios Karapatakis, Larnaca Toeschouwers: 387 Scheidsrechter: Triinu Laos (EST) |

|                                                                              |             |                                            |           |                                                                                 |
| 26 oktober 21:00 uur (UTC+3) WK 2023 kwalificatie Groep C «onderlinge duels» | Wit-Rusland | 0 – 2                                      | Nederland | Dinamostadion, Minsk Toeschouwers: 180 Scheidsrechter: Araksja Saribekjan (ARM) |
| 26 oktober 21:00 uur (UTC+3) WK 2023 kwalificatie Groep C «onderlinge duels» |             | 71' Lieke Martens 75' Daniëlle van de Donk |           | Dinamostadion, Minsk Toeschouwers: 180 Scheidsrechter: Araksja Saribekjan (ARM) |

|                                                                               |                                           |       |                                                       |                                                                               |
| 27 november 12:00 uur (UTC+1) WK 2023 kwalificatie Groep C «onderlinge duels» | Tsjechië                                  | 2 – 2 | Nederland                                             | Městský stadion, Ostrava Toeschouwers: 261 Scheidsrechter: Ewa Augustyn (POL) |
| 27 november 12:00 uur (UTC+1) WK 2023 kwalificatie Groep C «onderlinge duels» | Kateřina Svitková 11' Simona Necidová 60' |       | 51' Daniëlle van de Donk 90+3' Stefanie van der Gragt | Městský stadion, Ostrava Toeschouwers: 261 Scheidsrechter: Ewa Augustyn (POL) |

|                                                                    |           |       |       |                                                                                 |
| 29 november 19:40 uur (UTC+1) Vriendschappelijk «onderlinge duels» | Nederland | 0 – 0 | Japan | Cars Jeans Stadion, Den Haag Toeschouwers: 0 Scheidsrechter: Riem Hussein (DUI) |
| 29 november 19:40 uur (UTC+1) Vriendschappelijk «onderlinge duels» |           |       |       | Cars Jeans Stadion, Den Haag Toeschouwers: 0 Scheidsrechter: Riem Hussein (DUI) |

### 2022
|                                                                                      |                  |       |                        |                                                                                          |
| 16 februari 19:00 uur (UTC+1) Tournoi de France Vriendschappelijk «onderlinge duels» | Brazilië         | 1 – 1 | Nederland              | Stade Michel d'Ornano, Caen Toeschouwers: 1.182 Scheidsrechter: Stéphanie Frappart (FRA) |
| 16 februari 19:00 uur (UTC+1) Tournoi de France Vriendschappelijk «onderlinge duels» | Marta 87' (pen.) |       | 62' Lineth Beerensteyn | Stade Michel d'Ornano, Caen Toeschouwers: 1.182 Scheidsrechter: Stéphanie Frappart (FRA) |

|                                                                                      |         |                                                          |           |                                                                             |
| 19 februari 18:00 uur (UTC+1) Tournoi de France Vriendschappelijk «onderlinge duels» | Finland | 0 – 3                                                    | Nederland | Stade Océane, Le Havre Toeschouwers: 441 Scheidsrechter: Eszter Urbán (HUN) |
| 19 februari 18:00 uur (UTC+1) Tournoi de France Vriendschappelijk «onderlinge duels» |         | 24' Caitlin Dijkstra 36' Katja Snoeijs 49' Katja Snoeijs |           | Stade Océane, Le Havre Toeschouwers: 441 Scheidsrechter: Eszter Urbán (HUN) |

|                                                                                      |                                                                                  |       |                        |                                                                                           |
| 22 februari 21:10 uur (UTC+1) Tournoi de France Vriendschappelijk «onderlinge duels» | Frankrijk                                                                        | 3 – 1 | Nederland              | Stade Michel d'Ornano, Caen Toeschouwers: 5.231 Scheidsrechter: Marta Huerta de Aza (SPA) |
| 22 februari 21:10 uur (UTC+1) Tournoi de France Vriendschappelijk «onderlinge duels» | Wendie Renard 20' (pen.) Marie-Antoinette Katoto 25' Marie-Antoinette Katoto 74' |       | 50' Lineth Beerensteyn | Stade Michel d'Ornano, Caen Toeschouwers: 5.231 Scheidsrechter: Marta Huerta de Aza (SPA) |

|                                                                           | |        |        |                                                                                 |
| 8 april 20:45 uur (UTC+2) WK 2023 kwalificatie Groep C «onderlinge duels» | Nederland | 12 – 0 | Cyprus | Euroborg, Groningen Toeschouwers: 10.000 Scheidsrechter: Alexandra Collin (FRA) |
| 8 april 20:45 uur (UTC+2) WK 2023 kwalificatie Groep C «onderlinge duels» | Vivianne Miedema 23' Jill Roord 26' Jill Roord 34' Vivianne Miedema 41' Vivianne Miedema 44' Lineth Beerensteyn 52' Vivianne Miedema 54' Jill Roord 56' Sherida Spitse 60' Vivianne Miedema 69' Vivianne Miedema 76' Esmee Brugts 77' |        |        | Euroborg, Groningen Toeschouwers: 10.000 Scheidsrechter: Alexandra Collin (FRA) |

|                                                                 | |       |                     |                                                                                        |
| 12 april 18:45 uur (UTC+2) Vriendschappelijk «onderlinge duels» | Nederland                                                                                                  | 5 – 1 | Zuid-Afrika         | Cars Jeans Stadion, Den Haag Toeschouwers: 15.000 Scheidsrechter: Maria Martínez (SPA) |
| 12 april 18:45 uur (UTC+2) Vriendschappelijk «onderlinge duels» | Jackie Groenen 12' Lineth Beerensteyn 30' Vivianne Miedema 39' Damaris Egurrola 76' Damaris Egurrola 90+1' |       | 25' Thembi Kgatlana | Cars Jeans Stadion, Den Haag Toeschouwers: 15.000 Scheidsrechter: Maria Martínez (SPA) |

|                                                                |                                                                            |       |                   |                                                                                  |
| 24 juni 20:00 uur (UTC+1) Vriendschappelijk «onderlinge duels» | Engeland                                                                   | 5 – 1 | Nederland         | Elland Road, Leeds Toeschouwers: 19.365 Scheidsrechter: Sandra Braz Bastos (POR) |
| 24 juni 20:00 uur (UTC+1) Vriendschappelijk «onderlinge duels» | Lucy Bronze 32' Beth Mead 53' Ella Toone 72' Lauren Hemp 74' Beth Mead 90' |       | 22' Lieke Martens | Elland Road, Leeds Toeschouwers: 19.365 Scheidsrechter: Sandra Braz Bastos (POR) |

|                                                                           |                                                        |       |             |                                                                                   |
| 28 juni 20:45 uur (UTC+2) WK 2023 kwalificatie Groep C «onderlinge duels» | Nederland                                              | 3 – 0 | Wit-Rusland | De Grolsch Veste, Enschede Toeschouwers: 0 Scheidsrechter: Simona Ghisletta (ZWI) |
| 28 juni 20:45 uur (UTC+2) WK 2023 kwalificatie Groep C «onderlinge duels» | Jill Roord 13' Aniek Nouwen 59' Lineth Beerensteyn 85' |       |             | De Grolsch Veste, Enschede Toeschouwers: 0 Scheidsrechter: Simona Ghisletta (ZWI) |

|                                                               |                                           |       |         |                                                                                     |
| 2 juli 18:00 uur (UTC+2) Vriendschappelijk «onderlinge duels» | Nederland                                 | 2 – 0 | Finland | De Grolsch Veste, Enschede Toeschouwers: 14.000 Scheidsrechter: Frida Nielsen (DEN) |
| 2 juli 18:00 uur (UTC+2) Vriendschappelijk «onderlinge duels» | Vivianne Miedema 30' Vivianne Miedema 70' |       |         | De Grolsch Veste, Enschede Toeschouwers: 14.000 Scheidsrechter: Frida Nielsen (DEN) |

| EK 2022 |
| ------- |

|                                                     |                |       |                     |                                                                                  |
| 9 juli 20:00 uur (UTC+1) Groep C «onderlinge duels» | Nederland      | 1 – 1 | Zweden              | Bramall Lane, Sheffield Toeschouwers: 21.342 Scheidsrechter: Cheryl Foster (WAL) |
| 9 juli 20:00 uur (UTC+1) Groep C «onderlinge duels» | Jill Roord 52' |       | 35' Jonna Andersson | Bramall Lane, Sheffield Toeschouwers: 21.342 Scheidsrechter: Cheryl Foster (WAL) |

|                                                      |                                                                         |       |                                         |                                                                                       |
| 13 juli 20:00 uur (UTC+1) Groep C «onderlinge duels» | Nederland                                                               | 3 – 2 | Portugal                                | Leigh Sports Village, Leigh Toeschouwers: 6.966 Scheidsrechter: Ivana Martinčić (KRO) |
| 13 juli 20:00 uur (UTC+1) Groep C «onderlinge duels» | Damaris Egurrola 7' Stefanie van der Gragt 16' Daniëlle van de Donk 62' |       | 38' (pen.) Carole Costa 47' Diana Silva | Leigh Sports Village, Leigh Toeschouwers: 6.966 Scheidsrechter: Ivana Martinčić (KRO) |

|                                                      |                        |       |                                                                                               |                                                                                       |
| 17 juli 17:00 uur (UTC+1) Groep C «onderlinge duels» | Zwitserland            | 1 – 4 | Nederland                                                                                     | Bramall Lane, Sheffield Toeschouwers: 22.596 Scheidsrechter: Iuliana Demetrescu (ROE) |
| 17 juli 17:00 uur (UTC+1) Groep C «onderlinge duels» | Géraldine Reuteler 53' |       | 49' (e.d.) Ana-Maria Crnogorčević 84' Romée Leuchter 89' Victoria Pelova 90+5' Romée Leuchter | Bramall Lane, Sheffield Toeschouwers: 22.596 Scheidsrechter: Iuliana Demetrescu (ROE) |

|                                                          |                          |              |           |                                                                                       |
| 23 juli 20:00 uur (UTC+1) Kwartfinale «onderlinge duels» | Frankrijk                | 1 – 0 (n.v.) | Nederland | New York Stadium, Rotherham Toeschouwers: 9.764 Scheidsrechter: Ivana Martinčić (KRO) |
| 23 juli 20:00 uur (UTC+1) Kwartfinale «onderlinge duels» | Ève Périsset 102' (pen.) |              |           | New York Stadium, Rotherham Toeschouwers: 9.764 Scheidsrechter: Ivana Martinčić (KRO) |

|  |  |  |  |  |  |  |  |  |

|                                                                    |                                      |       |                   |                                                                                   |
| 2 september 20:00 uur (UTC+2) Vriendschappelijk «onderlinge duels» | Nederland                            | 2 – 1 | Schotland         | MAC³PARK stadion, Zwolle Toeschouwers: 6.517 Scheidsrechter: Angelika Söder (DUI) |
| 2 september 20:00 uur (UTC+2) Vriendschappelijk «onderlinge duels» | Vivianne Miedema 10' Fenna Kalma 89' |       | 12' Claire Emslie | MAC³PARK stadion, Zwolle Toeschouwers: 6.517 Scheidsrechter: Angelika Söder (DUI) |

|                                                                               |                    |       |         |                                                                                       |
| 6 september 20:45 uur (UTC+2) WK 2023 kwalificatie Groep C «onderlinge duels» | Nederland          | 1 – 0 | IJsland | Stadion Galgenwaard, Utrecht Toeschouwers: 17.031 Scheidsrechter: Rebecca Welch (ENG) |
| 6 september 20:45 uur (UTC+2) WK 2023 kwalificatie Groep C «onderlinge duels» | Esmee Brugts 90+3' |       |         | Stadion Galgenwaard, Utrecht Toeschouwers: 17.031 Scheidsrechter: Rebecca Welch (ENG) |

|                                                                  |           |          |        |                            |
| 6 oktober 18:45 uur (UTC+2) Vriendschappelijk «onderlinge duels» | Nederland | Afgelast | Zambia | Rat Verlegh Stadion, Breda |
| 6 oktober 18:45 uur (UTC+2) Vriendschappelijk «onderlinge duels» |           |          |        | Rat Verlegh Stadion, Breda |

|                                                                   |           |                                                 |           |                                                                                     |
| 11 oktober 20:00 uur (UTC+2) Vriendschappelijk «onderlinge duels» | Nederland | 0 – 2                                           | Noorwegen | Bingoal Stadion, Den Haag Toeschouwers: 7.300 Scheidsrechter: Karoline Wacker (DUI) |
| 11 oktober 20:00 uur (UTC+2) Vriendschappelijk «onderlinge duels» |           | 63' Sophie Román Haug 74' (e.d.) Sherida Spitse |           | Bingoal Stadion, Den Haag Toeschouwers: 7.300 Scheidsrechter: Karoline Wacker (DUI) |

|                                                                    |                                                                                   |       |            |                                                                 |
| 11 november 20:00 uur (UTC+1) Vriendschappelijk «onderlinge duels» | Nederland                                                                         | 4 – 0 | Costa Rica | Stadion Galgenwaard, Utrecht Scheidsrechter: Kirsty Dowle (ENG) |
| 11 november 20:00 uur (UTC+1) Vriendschappelijk «onderlinge duels» | Daniëlle van de Donk 14' Dominique Janssen 42' Fenna Kalma 44' Esmee Brugts 45+2' |       |            | Stadion Galgenwaard, Utrecht Scheidsrechter: Kirsty Dowle (ENG) |

|                                                                    |                                              |       |            |                                                                                    |
| 15 november 20:00 uur (UTC+1) Vriendschappelijk «onderlinge duels» | Nederland                                    | 2 – 0 | Denemarken | MAC³PARK stadion, Zwolle Toeschouwers: 4.550 Scheidsrechter: Fabienne Michel (DUI) |
| 15 november 20:00 uur (UTC+1) Vriendschappelijk «onderlinge duels» | Dominique Janssen 26' Lineth Beerensteyn 55' |       |            | MAC³PARK stadion, Zwolle Toeschouwers: 4.550 Scheidsrechter: Fabienne Michel (DUI) |

### 2023
|                                                                    |                   |       |                                          |                                                                          |
| 17 februari 18:00 uur (UTC+1) Vriendschappelijk «onderlinge duels» | Nederland         | 1 – 2 | Oostenrijk                               | Gozostadion, Xewkija Toeschouwers: 0 Scheidsrechter: Maria Marotta (ITA) |
| 17 februari 18:00 uur (UTC+1) Vriendschappelijk «onderlinge duels» | Lieke Martens 17' |       | 86' Eileen Campbell 90+1' Sarah Zadrazil | Gozostadion, Xewkija Toeschouwers: 0 Scheidsrechter: Maria Marotta (ITA) |

|                                                                    |            |                                                                                  |           |                                                               |
| 21 februari 18:00 uur (UTC+1) Vriendschappelijk «onderlinge duels» | Oostenrijk | 0 – 4                                                                            | Nederland | Ta' Qalistadion, Ta' Qali Scheidsrechter: Maria Marotta (ITA) |
| 21 februari 18:00 uur (UTC+1) Vriendschappelijk «onderlinge duels» |            | 13' Lineth Beerensteyn 41' Lieke Martens 73' Lineth Beerensteyn 74' Esmee Brugts |           | Ta' Qalistadion, Ta' Qali Scheidsrechter: Maria Marotta (ITA) |

|                                                                |           |                    |           |                                                                                                 |
| 7 april 20:00 uur (UTC+2) Vriendschappelijk «onderlinge duels» | Nederland | 0 – 1              | Duitsland | Fortuna Sittard Stadion, Sittard Toeschouwers: 10.789 Scheidsrechter: Olatz Rivera Olmedo (SPA) |
| 7 april 20:00 uur (UTC+2) Vriendschappelijk «onderlinge duels» |           | 53' Sydney Lohmann |           | Fortuna Sittard Stadion, Sittard Toeschouwers: 10.789 Scheidsrechter: Olatz Rivera Olmedo (SPA) |

|                                                                 |                                                                                    |       |               |                                                                                                   |
| 11 april 20:00 uur (UTC+2) Vriendschappelijk «onderlinge duels» | Nederland                                                                          | 4 – 1 | Polen         | Spartastadion Het Kasteel, Rotterdam Toeschouwers: 6.500 Scheidsrechter: Nanna Løf Andersen (DEN) |
| 11 april 20:00 uur (UTC+2) Vriendschappelijk «onderlinge duels» | Małgorzata Grec 43' (e.d.) Lineth Beerensteyn 52' Lieke Martens 76' Jill Roord 83' |       | 32' Ewa Pajor | Spartastadion Het Kasteel, Rotterdam Toeschouwers: 6.500 Scheidsrechter: Nanna Løf Andersen (DEN) |

|                                                               | |       |        |                                                                                              |
| 2 juli 20:45 uur (UTC+2) Vriendschappelijk «onderlinge duels» | Nederland                                                                                               | 5 – 0 | België | Parkstad Limburg Stadion, Kerkrade Toeschouwers: 12.000 Scheidsrechter: Angelika Söder (DUI) |
| 2 juli 20:45 uur (UTC+2) Vriendschappelijk «onderlinge duels» | Lieke Martens 2' Sherida Spitse 26' (pen.) Lineth Beerensteyn 37' Victoria Pelova 62' Katja Snoeijs 83' |       |        | Parkstad Limburg Stadion, Kerkrade Toeschouwers: 12.000 Scheidsrechter: Angelika Söder (DUI) |

| WK 2023 |
| ------- |

|                                                       |                                                     |         |                                   | |
| Groep E «onderlinge duels» 23 juli 19:30 uur (UTC+12) | Nederland                                           | 1 – 0   | Portugal                          | Stadion: Forsyth Barr Stadium, Dunedin Toeschouwers: 11.991 Scheidsrechter: Kateryna Monzoel (UKR) Assistenten: Maryna Striletska Assistenten: Paulina Baranowska Vierde official: Myriam Marcotte Video-assistenten: Drew Fischer (CAN) Video-assistenten: Joanna Kate Charaktis (OVAR) AVAR: Abdulla Al Marri |
| Groep E «onderlinge duels» 23 juli 19:30 uur (UTC+12) | Stefanie van der Gragt 13' Daniëlle van de Donk 78' | verslag | 56' Jessica Silva 84' Diana Gomes | Stadion: Forsyth Barr Stadium, Dunedin Toeschouwers: 11.991 Scheidsrechter: Kateryna Monzoel (UKR) Assistenten: Maryna Striletska Assistenten: Paulina Baranowska Vierde official: Myriam Marcotte Video-assistenten: Drew Fischer (CAN) Video-assistenten: Joanna Kate Charaktis (OVAR) AVAR: Abdulla Al Marri |
| Groep E «onderlinge duels» 23 juli 19:30 uur (UTC+12) |                                                     |         |                                   | Stadion: Forsyth Barr Stadium, Dunedin Toeschouwers: 11.991 Scheidsrechter: Kateryna Monzoel (UKR) Assistenten: Maryna Striletska Assistenten: Paulina Baranowska Vierde official: Myriam Marcotte Video-assistenten: Drew Fischer (CAN) Video-assistenten: Joanna Kate Charaktis (OVAR) AVAR: Abdulla Al Marri |
| Groep E «onderlinge duels» 23 juli 19:30 uur (UTC+12) |                                                     |         |                                   | Stadion: Forsyth Barr Stadium, Dunedin Toeschouwers: 11.991 Scheidsrechter: Kateryna Monzoel (UKR) Assistenten: Maryna Striletska Assistenten: Paulina Baranowska Vierde official: Myriam Marcotte Video-assistenten: Drew Fischer (CAN) Video-assistenten: Joanna Kate Charaktis (OVAR) AVAR: Abdulla Al Marri |
|                                                       |                                                     |         |                                   | |

|                                                       |                                    |         |                | |
| Groep E «onderlinge duels» 27 juli 13:00 uur (UTC+12) | Verenigde Staten                   | 1 – 1   | Nederland      | Stadion: Wellington Regional Stadium, Wellington Toeschouwers: 27.312 Scheidsrechter: Yoshimi Yamashita (JPN) Assistenten: Makoto Bozono Assistenten: Naomi Teshirogi Vierde official: Kim Yujeong Video-assistenten: Juan Soto (VEN) Video-assistenten: Leslie Vasquez (OVAR) AVAR: Nicolás Gallo Barragán |
| Groep E «onderlinge duels» 27 juli 13:00 uur (UTC+12) | Rose Lavelle 51' Lindsey Horan 62' | verslag | 17' Jill Roord | Stadion: Wellington Regional Stadium, Wellington Toeschouwers: 27.312 Scheidsrechter: Yoshimi Yamashita (JPN) Assistenten: Makoto Bozono Assistenten: Naomi Teshirogi Vierde official: Kim Yujeong Video-assistenten: Juan Soto (VEN) Video-assistenten: Leslie Vasquez (OVAR) AVAR: Nicolás Gallo Barragán |
| Groep E «onderlinge duels» 27 juli 13:00 uur (UTC+12) |                                    |         |                | Stadion: Wellington Regional Stadium, Wellington Toeschouwers: 27.312 Scheidsrechter: Yoshimi Yamashita (JPN) Assistenten: Makoto Bozono Assistenten: Naomi Teshirogi Vierde official: Kim Yujeong Video-assistenten: Juan Soto (VEN) Video-assistenten: Leslie Vasquez (OVAR) AVAR: Nicolás Gallo Barragán |
| Groep E «onderlinge duels» 27 juli 13:00 uur (UTC+12) |                                    |         |                | Stadion: Wellington Regional Stadium, Wellington Toeschouwers: 27.312 Scheidsrechter: Yoshimi Yamashita (JPN) Assistenten: Makoto Bozono Assistenten: Naomi Teshirogi Vierde official: Kim Yujeong Video-assistenten: Juan Soto (VEN) Video-assistenten: Leslie Vasquez (OVAR) AVAR: Nicolás Gallo Barragán |
|                                                       |                                    |         |                | |

|                                                          |                   |         | | |
| Groep E «onderlinge duels» 1 augustus 19:00 uur (UTC+12) | Vietnam           | 0 – 7   | Nederland | Stadion: Forsyth Barr Stadium, Dunedin Toeschouwers: 8.215 Scheidsrechter: Ivana Martinčić (HRV) Assistenten: Sanja Rodak Assistenten: Karolin Kaivoja Vierde official: Iuliana Elena Demetrescu Video-assistenten: Carol Anne Chenard (CAN) Video-assistenten: Chantal Boudreau (OVAR) AVAR: Nicolás Gallo Barragán |
| Groep E «onderlinge duels» 1 augustus 19:00 uur (UTC+12) | Thi Van Duong 83' | verslag | 8' Lieke Martens 11' Katja Snoeijs 18' Esmee Brugts 23' Jill Roord 45' Daniëlle van de Donk 57' Esmee Brugts 83' Jill Roord | Stadion: Forsyth Barr Stadium, Dunedin Toeschouwers: 8.215 Scheidsrechter: Ivana Martinčić (HRV) Assistenten: Sanja Rodak Assistenten: Karolin Kaivoja Vierde official: Iuliana Elena Demetrescu Video-assistenten: Carol Anne Chenard (CAN) Video-assistenten: Chantal Boudreau (OVAR) AVAR: Nicolás Gallo Barragán |
| Groep E «onderlinge duels» 1 augustus 19:00 uur (UTC+12) |                   |         | | Stadion: Forsyth Barr Stadium, Dunedin Toeschouwers: 8.215 Scheidsrechter: Ivana Martinčić (HRV) Assistenten: Sanja Rodak Assistenten: Karolin Kaivoja Vierde official: Iuliana Elena Demetrescu Video-assistenten: Carol Anne Chenard (CAN) Video-assistenten: Chantal Boudreau (OVAR) AVAR: Nicolás Gallo Barragán |
| Groep E «onderlinge duels» 1 augustus 19:00 uur (UTC+12) |                   |         | | Stadion: Forsyth Barr Stadium, Dunedin Toeschouwers: 8.215 Scheidsrechter: Ivana Martinčić (HRV) Assistenten: Sanja Rodak Assistenten: Karolin Kaivoja Vierde official: Iuliana Elena Demetrescu Video-assistenten: Carol Anne Chenard (CAN) Video-assistenten: Chantal Boudreau (OVAR) AVAR: Nicolás Gallo Barragán |
|                                                          |                   |         | | |

|                                                                 |                                                               |         |             | |
| Achtste finale «onderlinge duels» 6 augustus 12:00 uur (UTC+10) | Nederland                                                     | 2 – 0   | Zuid-Afrika | Stadion: Sydney Football Stadium, Sydney Toeschouwers: 40.233 Scheidsrechter: Yoshimi Yamashita (JPN) Assistenten: Makoto Bozono Assistenten: Naomi Teshirogi Vierde official: Oh-Hyeon Jeong Vijfde official: Mi-Suk Park Video-assistenten: Carol Anne Chenard (CAN) Video-assistenten: Sian Louise Massey-Ellis (OVAR) AVAR: Abdulla Al Marri |
| Achtste finale «onderlinge duels» 6 augustus 12:00 uur (UTC+10) | Jill Roord 9' Daniëlle van de Donk 67' Lineth Beerensteyn 68' | verslag |             | Stadion: Sydney Football Stadium, Sydney Toeschouwers: 40.233 Scheidsrechter: Yoshimi Yamashita (JPN) Assistenten: Makoto Bozono Assistenten: Naomi Teshirogi Vierde official: Oh-Hyeon Jeong Vijfde official: Mi-Suk Park Video-assistenten: Carol Anne Chenard (CAN) Video-assistenten: Sian Louise Massey-Ellis (OVAR) AVAR: Abdulla Al Marri |
| Achtste finale «onderlinge duels» 6 augustus 12:00 uur (UTC+10) |                                                               |         |             | Stadion: Sydney Football Stadium, Sydney Toeschouwers: 40.233 Scheidsrechter: Yoshimi Yamashita (JPN) Assistenten: Makoto Bozono Assistenten: Naomi Teshirogi Vierde official: Oh-Hyeon Jeong Vijfde official: Mi-Suk Park Video-assistenten: Carol Anne Chenard (CAN) Video-assistenten: Sian Louise Massey-Ellis (OVAR) AVAR: Abdulla Al Marri |
| Achtste finale «onderlinge duels» 6 augustus 12:00 uur (UTC+10) |                                                               |         |             | Stadion: Sydney Football Stadium, Sydney Toeschouwers: 40.233 Scheidsrechter: Yoshimi Yamashita (JPN) Assistenten: Makoto Bozono Assistenten: Naomi Teshirogi Vierde official: Oh-Hyeon Jeong Vijfde official: Mi-Suk Park Video-assistenten: Carol Anne Chenard (CAN) Video-assistenten: Sian Louise Massey-Ellis (OVAR) AVAR: Abdulla Al Marri |
|                                                                 |                                                               |         |             | |

|                                                               |                                                                         |              |                                                    | |
| Kwartfinale «onderlinge duels» 11 augustus 13:00 uur (UTC+12) | Spanje                                                                  | 2 – 1 (n.v.) | Nederland                                          | Stadion: Wellington Regional Stadium, Wellington Scheidsrechter: Stéphanie Frappart (FRA) Assistenten: Manuela Nicolosi Assistenten: Elodie Coppola Vierde official: Maria Sole Ferrieri Caputi Vijfde official: Francesca Di Monte Video-assistenten: Tatiana Guzmán (NIC) Video-assistenten: Ella De Vries (OVAR) Video-assistenten: Abdulla Al Marri (SVAR) AVAR: Marco Fritz |
| Kwartfinale «onderlinge duels» 11 augustus 13:00 uur (UTC+12) | Oihane Hernandez 35' Mariona Caldentey 81' (pen.) Salma Paralluelo 111' | verslag      | 61' Damaris Egurrola 90'+1' Stefanie van der Gragt | Stadion: Wellington Regional Stadium, Wellington Scheidsrechter: Stéphanie Frappart (FRA) Assistenten: Manuela Nicolosi Assistenten: Elodie Coppola Vierde official: Maria Sole Ferrieri Caputi Vijfde official: Francesca Di Monte Video-assistenten: Tatiana Guzmán (NIC) Video-assistenten: Ella De Vries (OVAR) Video-assistenten: Abdulla Al Marri (SVAR) AVAR: Marco Fritz |
| Kwartfinale «onderlinge duels» 11 augustus 13:00 uur (UTC+12) |                                                                         |              |                                                    | Stadion: Wellington Regional Stadium, Wellington Scheidsrechter: Stéphanie Frappart (FRA) Assistenten: Manuela Nicolosi Assistenten: Elodie Coppola Vierde official: Maria Sole Ferrieri Caputi Vijfde official: Francesca Di Monte Video-assistenten: Tatiana Guzmán (NIC) Video-assistenten: Ella De Vries (OVAR) Video-assistenten: Abdulla Al Marri (SVAR) AVAR: Marco Fritz |
| Kwartfinale «onderlinge duels» 11 augustus 13:00 uur (UTC+12) |                                                                         |              |                                                    | Stadion: Wellington Regional Stadium, Wellington Scheidsrechter: Stéphanie Frappart (FRA) Assistenten: Manuela Nicolosi Assistenten: Elodie Coppola Vierde official: Maria Sole Ferrieri Caputi Vijfde official: Francesca Di Monte Video-assistenten: Tatiana Guzmán (NIC) Video-assistenten: Ella De Vries (OVAR) Video-assistenten: Abdulla Al Marri (SVAR) AVAR: Marco Fritz |
|                                                               |                                                                         |              |                                                    | |

|  |  |  |  |  |  |  |  |  |

|                                                                                |                                       |       |                |                                                                                                 |
| 22 september 20:30 uur (UTC+2) UEFA Nations League Groep A1 «onderlinge duels» | België                                | 2 – 1 | Nederland      | King Power at Den Dreef Stadion, Leuven Toeschouwers: 3.694 Scheidsrechter: Frida Nielsen (DEN) |
| 22 september 20:30 uur (UTC+2) UEFA Nations League Groep A1 «onderlinge duels» | Marie Detruyer 61' Jassina Blom 90+3' |       | 60' Jill Roord | King Power at Den Dreef Stadion, Leuven Toeschouwers: 3.694 Scheidsrechter: Frida Nielsen (DEN) |

|                                                                                |                                     |       |                   |                                                                                         |
| 26 september 20:00 uur (UTC+2) UEFA Nations League Groep A1 «onderlinge duels» | Nederland                           | 2 – 1 | Engeland          | Stadion Galgenwaard, Utrecht Toeschouwers: 24.000 Scheidsrechter: Ivana Martinčić (KRO) |
| 26 september 20:00 uur (UTC+2) UEFA Nations League Groep A1 «onderlinge duels» | Lieke Martens 34' Renate Jansen 90' |       | 64' Alessia Russo | Stadion Galgenwaard, Utrecht Toeschouwers: 24.000 Scheidsrechter: Ivana Martinčić (KRO) |

|                                                                              |                                                                                         |       |           |                                                                                      |
| 27 oktober 20:45 uur (UTC+2) UEFA Nations League Groep A1 «onderlinge duels» | Nederland                                                                               | 4 – 0 | Schotland | Goffertstadion, Nijmegen Toeschouwers: 10.850 Scheidsrechter: Ivana Projkovska (MAC) |
| 27 oktober 20:45 uur (UTC+2) UEFA Nations League Groep A1 «onderlinge duels» | Daniëlle van de Donk 12' Esmee Brugts 32' Lineth Beerensteyn 52' Lineth Beerensteyn 71' |       |           | Goffertstadion, Nijmegen Toeschouwers: 10.850 Scheidsrechter: Ivana Projkovska (MAC) |

|                                                                            |           |                  |           |                                                                               |
| 31 oktober 19:45 uur (UTC) UEFA Nations League Groep A1 «onderlinge duels» | Schotland | 0 – 1            | Nederland | Hampden Park, Glasgow Toeschouwers: 5.186 Scheidsrechter: Jana Adámková (TSJ) |
| 31 oktober 19:45 uur (UTC) UEFA Nations League Groep A1 «onderlinge duels» |           | 60' Esmee Brugts |           | Hampden Park, Glasgow Toeschouwers: 5.186 Scheidsrechter: Jana Adámková (TSJ) |

|                                                                            |                                                      |       |                                               |                                                                                  |
| 1 december 19:45 uur (UTC) UEFA Nations League Groep A1 «onderlinge duels» | Engeland                                             | 3 – 2 | Nederland                                     | Wembley Stadium, Londen Toeschouwers: 71.632 Scheidsrechter: Tess Olofsson (ZWE) |
| 1 december 19:45 uur (UTC) UEFA Nations League Groep A1 «onderlinge duels» | Georgia Stanway 59' Lauren Hemp 61' Ella Toone 90+1' |       | 12' Lineth Beerensteyn 35' Lineth Beerensteyn | Wembley Stadium, Londen Toeschouwers: 71.632 Scheidsrechter: Tess Olofsson (ZWE) |

|                                                                              |                                                                                             |       |        |                                                                                                 |
| 5 december 20:45 uur (UTC+1) UEFA Nations League Groep A1 «onderlinge duels» | Nederland                                                                                   | 4 – 0 | België | Koning Willem II Stadion, Tilburg Toeschouwers: 12.031 Scheidsrechter: Stéphanie Frappart (FRA) |
| 5 december 20:45 uur (UTC+1) UEFA Nations League Groep A1 «onderlinge duels» | Lineth Beerensteyn 34' Lineth Beerensteyn 54' Damaris Egurrola 90+1' Damaris Egurrola 90+5' |       |        | Koning Willem II Stadion, Tilburg Toeschouwers: 12.031 Scheidsrechter: Stéphanie Frappart (FRA) |

### 2024
|                                                                                   |                                                        |       |           |                                                                                         |
| 23 februari 21:00 uur (UTC+1) UEFA Nations League Halve finale «onderlinge duels» | Spanje                                                 | 3 – 0 | Nederland | Estadio de La Cartuja, Sevilla Toeschouwers: 21.856 Scheidsrechter: Rebecca Welch (ENG) |
| 23 februari 21:00 uur (UTC+1) UEFA Nations League Halve finale «onderlinge duels» | Jennifer Hermoso 41' Aitana Bonmatí 45' Ona Batlle 77' |       |           | Estadio de La Cartuja, Sevilla Toeschouwers: 21.856 Scheidsrechter: Rebecca Welch (ENG) |

|                                                                                   |                                                |       |                                                                          |                                                                                               |
| 28 februari 20:45 uur (UTC+1) UEFA Nations League Troostfinale «onderlinge duels» | Nederland                                      | 0 – 2 | Duitsland                                                                | Abe Lenstra Stadion, Heerenveen Toeschouwers: 21.128 Scheidsrechter: Stéphanie Frappart (FRA) |
| 28 februari 20:45 uur (UTC+1) UEFA Nations League Troostfinale «onderlinge duels» | Daniëlle van de Donk 27' Dominique Janssen 61' |       | 37' Kathrin Hendrich 66' Klara Bühl 78' Lea Schüller 90'+4' Giulia Gwinn | Abe Lenstra Stadion, Heerenveen Toeschouwers: 21.128 Scheidsrechter: Stéphanie Frappart (FRA) |

|                                                                            |                                                                                  |         |                                      |                                                                                    |
| 5 april 18:15 uur (UTC+2) EK 2025 kwalificatie Groep A1 «onderlinge duels» | Italië                                                                           | 2 – 0   | Nederland                            | Stadio San Vito, Cosenza Toeschouwers: 4.300 Scheidsrechter: Ivana Martinčić (KRO) |
| 5 april 18:15 uur (UTC+2) EK 2025 kwalificatie Groep A1 «onderlinge duels» | Valentina Giacinti 4' Elisa Bartoli 31' Laura Giuliani 57' Agnese Bonfantini 59' | verslag | 72' Chasity Grant 88' Sherida Spitse | Stadio San Vito, Cosenza Toeschouwers: 4.300 Scheidsrechter: Ivana Martinčić (KRO) |

|                                                                            |                       |         |                |                                                                                    |
| 9 april 20:45 uur (UTC+2) EK 2025 kwalificatie Groep A1 «onderlinge duels» | Nederland             | 1 – 0   | Noorwegen      | Rat Verlegh Stadion, Breda Toeschouwers: 9.486 Scheidsrechter: Cheryl Foster (WAL) |
| 9 april 20:45 uur (UTC+2) EK 2025 kwalificatie Groep A1 «onderlinge duels» | Lineth Beerensteyn 6' | verslag | 6' Guro Reiten | Rat Verlegh Stadion, Breda Toeschouwers: 9.486 Scheidsrechter: Cheryl Foster (WAL) |

|                                                                           |                                       |         |         |                                                                                              |
| 31 mei 20:45 uur (UTC+2) EK 2025 kwalificatie Groep A1 «onderlinge duels» | Nederland                             | 1 – 0   | Finland | Spartastadion Het Kasteel, Rotterdam Toeschouwers: 9.089 Scheidsrechter: Frida Nielsen (DEN) |
| 31 mei 20:45 uur (UTC+2) EK 2025 kwalificatie Groep A1 «onderlinge duels» | Lynn Wilms 45' Lineth Beerensteyn 65' | verslag |         | Spartastadion Het Kasteel, Rotterdam Toeschouwers: 9.089 Scheidsrechter: Frida Nielsen (DEN) |

|                                                                           |                   |         |                        |                                                                                       |
| 4 juni 19:00 uur (UTC+3) EK 2025 kwalificatie Groep A1 «onderlinge duels» | Finland           | 1 – 1   | Nederland              | Tammela Stadion, Tampere Toeschouwers: 7.677 Scheidsrechter: Sandra Braz Bastos (POR) |
| 4 juni 19:00 uur (UTC+3) EK 2025 kwalificatie Groep A1 «onderlinge duels» | Jutta Rantala 77' | verslag | 17' Lineth Beerensteyn | Tammela Stadion, Tampere Toeschouwers: 7.677 Scheidsrechter: Sandra Braz Bastos (POR) |

|                                                                            |           |         |                                                     |                                                                                          |
| 12 juli 20:45 uur (UTC+2) EK 2025 kwalificatie Groep A1 «onderlinge duels» | Nederland | 0 – 0   | Italië                                              | Fortuna Sittard Stadion, Sittard Toeschouwers: 8.563 Scheidsrechter: Tess Olofsson (ZWE) |
| 12 juli 20:45 uur (UTC+2) EK 2025 kwalificatie Groep A1 «onderlinge duels» |           | verslag | 11' Manuela Giugliano 90', 90'+6' Agnese Bonfantini | Fortuna Sittard Stadion, Sittard Toeschouwers: 8.563 Scheidsrechter: Tess Olofsson (ZWE) |

|                                                                            |                            |         |                                               |                                                                           |
| 16 juli 19:00 uur (UTC+2) EK 2025 kwalificatie Groep A1 «onderlinge duels» | Noorwegen                  | 1 – 1   | Nederland                                     | Brannstadion, Bergen Toeschouwers: 8.574 Scheidsrechter: Alina Peşu (ROE) |
| 16 juli 19:00 uur (UTC+2) EK 2025 kwalificatie Groep A1 «onderlinge duels» | Caroline Graham Hansen 61' | verslag | 80' Vivianne Miedema 83' Daniëlle van de Donk | Brannstadion, Bergen Toeschouwers: 8.574 Scheidsrechter: Alina Peşu (ROE) |

|                                                                   | |        |           |                                                                                               |
| 25 oktober 20:45 uur (UTC+2) Vriendschappelijk «onderlinge duels» | Nederland | 15 – 0 | Indonesië | Stadion De Vijverberg, Doetinchem Toeschouwers: 7.882 Scheidsrechter: Caroline Lanssens (BEL) |
| 25 oktober 20:45 uur (UTC+2) Vriendschappelijk «onderlinge duels» | Romée Leuchter 10' Jill Roord 21' Sherida Spitse 28' (pen.) Romée Leuchter 31' Agnes Hutapea 33' (e.d.) Lotte Keukelaar 41' Jill Roord 48' Damaris Egurrola 56' Lotte Keukelaar 57' Nina Nijstad 63' Renate Jansen 66' Nina Nijstad 73' Renate Jansen 74' Katja Snoeijs 75' Renate Jansen 81' |        |           | Stadion De Vijverberg, Doetinchem Toeschouwers: 7.882 Scheidsrechter: Caroline Lanssens (BEL) |

|                                                                   |                                         |       |                                           |                                                                                  |
| 29 oktober 18:00 uur (UTC+1) Vriendschappelijk «onderlinge duels» | Denemarken                              | 1 – 2 | Nederland                                 | Blue Water Arena, Esbjerg Toeschouwers: 5.900 Scheidsrechter: Lotta Vuorio (FIN) |
| 29 oktober 18:00 uur (UTC+1) Vriendschappelijk «onderlinge duels» | Pernille Harder 51' Cornelia Kramer 87' |       | 26' Esmee Brugts 28' Daniëlle van de Donk | Blue Water Arena, Esbjerg Toeschouwers: 5.900 Scheidsrechter: Lotta Vuorio (FIN) |

|                                                                    |                                                                          |       |             |                                                                                              |
| 29 november 20:45 uur (UTC+1) Vriendschappelijk «onderlinge duels» | Nederland                                                                | 4 – 1 | China       | Spartastadion Het Kasteel, Rotterdam Toeschouwers: 7.011 Scheidsrechter: Ugne Šmitaite (LTU) |
| 29 november 20:45 uur (UTC+1) Vriendschappelijk «onderlinge duels» | Wieke Kaptein 66' Jill Roord 72' Lineth Beerensteyn 81' Esmee Brugts 84' |       | 34' Jin Kun | Spartastadion Het Kasteel, Rotterdam Toeschouwers: 7.011 Scheidsrechter: Ugne Šmitaite (LTU) |

|                                                                   |                    |       |                                                                             |                                                                                                |
| 3 december 20:45 uur (UTC+1) Vriendschappelijk «onderlinge duels» | Nederland          | 1 – 2 | Verenigde Staten                                                            | Bingoal Stadion, Den Haag Toeschouwers: 12.503 Scheidsrechter: María Eugenia Gil Soriano (ESP) |
| 3 december 20:45 uur (UTC+1) Vriendschappelijk «onderlinge duels» | Veerle Buurman 15' |       | 26' Yazmeen Ryan 44' (e.d.) Veerle Buurman 71' Lynn Williams 80' Sam Coffey | Bingoal Stadion, Den Haag Toeschouwers: 12.503 Scheidsrechter: María Eugenia Gil Soriano (ESP) |

### 2025
|                                                                                     |                                                                 |         |                                                        |                                                                                    |
| 21 februari 20:45 uur (UTC+1) UEFA Nations League '25 Groepsfase «onderlinge duels» | Nederland                                                       | 2 – 2   | Duitsland                                              | Rat Verlegh Stadion, Breda Toeschouwers: 11.013 Scheidsrechter: Maria Caputi (ITA) |
| 21 februari 20:45 uur (UTC+1) UEFA Nations League '25 Groepsfase «onderlinge duels» | Wieke Kaptein 11' Lineth Beerensteyn 13' Lineth Beerensteyn 66' | verslag | 15' Janina Minge 45'+1' Lea Schüller 50' Sjoeke Nüsken | Rat Verlegh Stadion, Breda Toeschouwers: 11.013 Scheidsrechter: Maria Caputi (ITA) |

|                                                                                   |                                         |         |                                          |                                                                |
| 25 februari 20:30 uur (UTC) UEFA Nations League '25 Groepsfase «onderlinge duels» | Schotland                               | 1 – 2   | Nederland                                | Hampden Park, Glasgow Scheidsrechter: Stéphanie Frappart (FRA) |
| 25 februari 20:30 uur (UTC) UEFA Nations League '25 Groepsfase «onderlinge duels» | Emma Louise Lawton 34' Eilidh Adams 52' | verslag | 54' Lineth Beerensteyn 64' Chasity Grant | Hampden Park, Glasgow Scheidsrechter: Stéphanie Frappart (FRA) |

|                                                                                 |                                                                                            |         |                                          |                                                                                     |
| 4 april 20:00 uur (UTC+2) UEFA Nations League '25 Groepsfase «onderlinge duels» | Nederland                                                                                  | 3 – 1   | Oostenrijk                               | Asito Stadion, Almelo Toeschouwers: 9.039 Scheidsrechter: Désirée Grundbacher (SUI) |
| 4 april 20:00 uur (UTC+2) UEFA Nations League '25 Groepsfase «onderlinge duels» | Jackie Groenen 12' Damaris Egurrola 48' Sherida Spitse 76' (pen.) Daniëlle van de Donk 89' | verslag | 59' Verena Hanshaw 90'+4' Maria Plattner | Asito Stadion, Almelo Toeschouwers: 9.039 Scheidsrechter: Désirée Grundbacher (SUI) |

|                                                                                 |                        |         |                                                                                       |                                                                                   |
| 8 april 18:15 uur (UTC+2) UEFA Nations League '25 Groepsfase «onderlinge duels» | Oostenrijk             | 1 – 3   | Nederland                                                                             | Stadion Schnabelholz (CASHPOINT Arena), Altach Scheidsrechter: Ewa Augustyn (POL) |
| 8 april 18:15 uur (UTC+2) UEFA Nations League '25 Groepsfase «onderlinge duels» | Julia Hickelsberger 9' | verslag | 10' Wieke Kaptein 52' Dominique Janssen 57' Daniëlle van de Donk 69' Vivianne Miedema | Stadion Schnabelholz (CASHPOINT Arena), Altach Scheidsrechter: Ewa Augustyn (POL) |

|                                                                                |                                                                                           |         |                                     |                                                                            |
| 30 mei 20:30 uur (UTC+2) UEFA Nations League '25 Groepsfase «onderlinge duels» | Duitsland                                                                                 | 4 – 0   | Nederland                           | Weserstadion, Bremen Toeschouwers: 32.398 Scheidsrechter: Alina Peşu (ROU) |
| 30 mei 20:30 uur (UTC+2) UEFA Nations League '25 Groepsfase «onderlinge duels» | Linda Dallmann 9' Lea Schüller 25' Sarai Linder 45' Lea Schüller 48' Kathrin Hendrich 86' | verslag | 4' Jackie Groenen 89' Katja Snoeijs | Weserstadion, Bremen Toeschouwers: 32.398 Scheidsrechter: Alina Peşu (ROU) |

|                                                                                |                               |         |                                            |                                                                           |
| 3 juni 20:30 uur (UTC+2) UEFA Nations League '25 Groepsfase «onderlinge duels» | Nederland                     | 1 – 1   | Schotland                                  | Koning Willem II Stadion, Tilburg Scheidsrechter: Silvia Gasperotti (ITA) |
| 3 juni 20:30 uur (UTC+2) UEFA Nations League '25 Groepsfase «onderlinge duels» | Jill Roord 10' Jill Roord 54' | verslag | 27' Kathleen Mary Mcgovern 51' Emma Lawton | Koning Willem II Stadion, Tilburg Scheidsrechter: Silvia Gasperotti (ITA) |

|                                                                |                                           |         |                                                  |                                                                                             |
| 26 juni 20:00 uur (UTC+2) Vriendschappelijk «onderlinge duels» | Nederland                                 | 2 – 1   | Finland                                          | Kooi Stadion, Leeuwarden Toeschouwers: 11.500 Scheidsrechter: Elisabet Calvo Valentin (ESP) |
| 26 juni 20:00 uur (UTC+2) Vriendschappelijk «onderlinge duels» | Vivianne Miedema 11' Vivianne Miedema 30' | verslag | 18' Nea Lehtola 79' Emmi Siren 90'+4' Oona Siren | Kooi Stadion, Leeuwarden Toeschouwers: 11.500 Scheidsrechter: Elisabet Calvo Valentin (ESP) |

| EK 2025 |
| ------- |

|                                                                      |                  |               |                                                              | |
| Competitiefase (groep D) «onderlinge duels» 5 juli 18:00 uur (UTC+2) | Wales            | 0 – 3 (0 – 1) | Nederland                                                    | Stadion: Swissporarena, Luzern Toeschouwers: 14.147 Scheidsrechter: Frida Klarlund (DEN) Assistenten: Fie Bruun (DEN) Assistenten: Heini Hyvönen (FIN) Vierde official: Hristiyana Guteva (BUL) Video-assistent: Momčilo Marković (SRB) AVAR: Aleandro Di Paolo (ITA) Speler van de wedstrijd: Vivianne Miedema (NED) |
| Competitiefase (groep D) «onderlinge duels» 5 juli 18:00 uur (UTC+2) | Lily Woodham 24' | verslag       | 45'+3' Vivianne Miedema 48' Victoria Pelova 57' Esmee Brugts | Stadion: Swissporarena, Luzern Toeschouwers: 14.147 Scheidsrechter: Frida Klarlund (DEN) Assistenten: Fie Bruun (DEN) Assistenten: Heini Hyvönen (FIN) Vierde official: Hristiyana Guteva (BUL) Video-assistent: Momčilo Marković (SRB) AVAR: Aleandro Di Paolo (ITA) Speler van de wedstrijd: Vivianne Miedema (NED) |
| Competitiefase (groep D) «onderlinge duels» 5 juli 18:00 uur (UTC+2) |                  |               |                                                              | Stadion: Swissporarena, Luzern Toeschouwers: 14.147 Scheidsrechter: Frida Klarlund (DEN) Assistenten: Fie Bruun (DEN) Assistenten: Heini Hyvönen (FIN) Vierde official: Hristiyana Guteva (BUL) Video-assistent: Momčilo Marković (SRB) AVAR: Aleandro Di Paolo (ITA) Speler van de wedstrijd: Vivianne Miedema (NED) |
| Competitiefase (groep D) «onderlinge duels» 5 juli 18:00 uur (UTC+2) |                  |               |                                                              | Stadion: Swissporarena, Luzern Toeschouwers: 14.147 Scheidsrechter: Frida Klarlund (DEN) Assistenten: Fie Bruun (DEN) Assistenten: Heini Hyvönen (FIN) Vierde official: Hristiyana Guteva (BUL) Video-assistent: Momčilo Marković (SRB) AVAR: Aleandro Di Paolo (ITA) Speler van de wedstrijd: Vivianne Miedema (NED) |
|                                                                      |                  |               |                                                              | |

|                                                                      |                                                                         |               |                      | |
| Competitiefase (groep D) «onderlinge duels» 9 juli 18:00 uur (UTC+2) | Engeland                                                                | 4 – 0 (2 – 0) | Nederland            | Stadion: Letzigrund, Zürich Toeschouwers: 22.600 Scheidsrechter: Edina Alves (BRA) Assistenten: Neuza Back (BRA) Assistenten: Fabrini Bevilaqua (BRA) Vierde official: Silvia Gasperotti (ITA) Video-assistent: Tiago Martins (POR) AVAR: Alen Borošak (SVN) Speler van de wedstrijd: Alessia Russo (ENG) |
| Competitiefase (groep D) «onderlinge duels» 9 juli 18:00 uur (UTC+2) | Lauren James 22' Georgia Stanway 45'+2' Lauren James 60' Ella Toone 67' | verslag       | 71' Caitlin Dijkstra | Stadion: Letzigrund, Zürich Toeschouwers: 22.600 Scheidsrechter: Edina Alves (BRA) Assistenten: Neuza Back (BRA) Assistenten: Fabrini Bevilaqua (BRA) Vierde official: Silvia Gasperotti (ITA) Video-assistent: Tiago Martins (POR) AVAR: Alen Borošak (SVN) Speler van de wedstrijd: Alessia Russo (ENG) |
| Competitiefase (groep D) «onderlinge duels» 9 juli 18:00 uur (UTC+2) |                                                                         |               |                      | Stadion: Letzigrund, Zürich Toeschouwers: 22.600 Scheidsrechter: Edina Alves (BRA) Assistenten: Neuza Back (BRA) Assistenten: Fabrini Bevilaqua (BRA) Vierde official: Silvia Gasperotti (ITA) Video-assistent: Tiago Martins (POR) AVAR: Alen Borošak (SVN) Speler van de wedstrijd: Alessia Russo (ENG) |
| Competitiefase (groep D) «onderlinge duels» 9 juli 18:00 uur (UTC+2) |                                                                         |               |                      | Stadion: Letzigrund, Zürich Toeschouwers: 22.600 Scheidsrechter: Edina Alves (BRA) Assistenten: Neuza Back (BRA) Assistenten: Fabrini Bevilaqua (BRA) Vierde official: Silvia Gasperotti (ITA) Video-assistent: Tiago Martins (POR) AVAR: Alen Borošak (SVN) Speler van de wedstrijd: Alessia Russo (ENG) |
|                                                                      |                                                                         |               |                      | |

|                                                                       |                                                                                      |               | | |
| Competitiefase (groep D) «onderlinge duels» 13 juli 21:00 uur (UTC+2) | Nederland                                                                            | 2 – 5 (2 – 1) | Frankrijk | Stadion: St. Jakob-Park, Bazel Toeschouwers: 34.133 Scheidsrechter: Ivana Martinčić (CRO) Assistenten: Sanja Rodjak-Karšić (CRO) Assistenten: Staša Špur (SVN) Vierde official: Katalin Kulcsár (HUN) Video-assistent: Fedayi San (SUI) AVAR: Momčilo Marković (SRB) Speler van de wedstrijd: Delphine Cascarino (FRA) |
| Competitiefase (groep D) «onderlinge duels» 13 juli 21:00 uur (UTC+2) | Victoria Pelova 26' Victoria Pelova 36' Selma Bacha 41' (e.d.) Jackie Groenen 45'+2' | verslag       | 22' Sandie Toletti 61' Marie-Antoinette Katoto 64' Delphine Cascarino 67' Delphine Cascarino 90'+2' (pen.) Sakina Karchaoui | Stadion: St. Jakob-Park, Bazel Toeschouwers: 34.133 Scheidsrechter: Ivana Martinčić (CRO) Assistenten: Sanja Rodjak-Karšić (CRO) Assistenten: Staša Špur (SVN) Vierde official: Katalin Kulcsár (HUN) Video-assistent: Fedayi San (SUI) AVAR: Momčilo Marković (SRB) Speler van de wedstrijd: Delphine Cascarino (FRA) |
| Competitiefase (groep D) «onderlinge duels» 13 juli 21:00 uur (UTC+2) |                                                                                      |               | | Stadion: St. Jakob-Park, Bazel Toeschouwers: 34.133 Scheidsrechter: Ivana Martinčić (CRO) Assistenten: Sanja Rodjak-Karšić (CRO) Assistenten: Staša Špur (SVN) Vierde official: Katalin Kulcsár (HUN) Video-assistent: Fedayi San (SUI) AVAR: Momčilo Marković (SRB) Speler van de wedstrijd: Delphine Cascarino (FRA) |
| Competitiefase (groep D) «onderlinge duels» 13 juli 21:00 uur (UTC+2) |                                                                                      |               | | Stadion: St. Jakob-Park, Bazel Toeschouwers: 34.133 Scheidsrechter: Ivana Martinčić (CRO) Assistenten: Sanja Rodjak-Karšić (CRO) Assistenten: Staša Špur (SVN) Vierde official: Katalin Kulcsár (HUN) Video-assistent: Fedayi San (SUI) AVAR: Momčilo Marković (SRB) Speler van de wedstrijd: Delphine Cascarino (FRA) |
|                                                                       |                                                                                      |               | | |

|  |  |  |  |  |  |  |  |  |

KNVB ·
A-internationals ·
Bondscoaches ·
Topscorers ·
Jong OranjeLeeuwinnen ·
Vrouwen U20 ·
Vrouwen U19 ·
Vrouwen U18 ·
Vrouwen U17 ·
Vrouwen U16 ·
Vrouwen U15

EK-wedstrijden vrouwen ·
WK-wedstrijden vrouwen ·
Resultaten vrouwen kwalificaties en eindronden
1971 – 1979 ·
1980 – 1989 ·
1990 – 1999 ·
2000 – 2009 ·
2010 – 2019 ·
2020 – 2029
EK 2009 ·
EK 2013 ·
WK 2015 · 
EK 2017 · 
WK 2019 · 
OS 2020 · 
EK 2022 · 
WK 2023 · 
EK 2025
Albanië ·
Australië ·
België ·
Brazilië ·
Canada ·
Chili ·
China ·
Costa Rica ·
Cyprus ·
Denemarken ·
Duitsland ·
Engeland ·
Estland ·
Finland ·
Frankrijk ·
GOS ·
Griekenland ·
Hongarije ·
Ierland ·
IJsland ·
Indonesië ·
Israël ·
Italië ·
Ivoorkust ·
Japan ·
Kameroen ·
Kosovo ·
Kroatië ·
Mexico ·
Nieuw-Zeeland ·
Nigeria ·
Noord-Ierland ·
Noord-Korea ·
Noord-Macedonië ·
Noorwegen ·
Oekraïne ·
Oostenrijk ·
Polen ·
Portugal ·
Roemenië ·
Rusland ·
Schotland ·
Servië ·
Slovenië ·
Slowakije ·
Spanje ·
Thailand ·
Tsjechië ·
Turkije ·
Verenigde Staten ·
Vietnam ·
Wales ·
Wit-Rusland ·
Zambia ·
Zuid-Afrika ·
Zweden ·
Zwitserland
Denemarken (2017) ·
Verenigde Staten (2019)